# Geografia Georgiei
Locație:
La legătura dintre Europa de Est și Asia de Vest.
Coordonate geografice:
42o 00" N, 43o 30" E
Legături ale hărții:
Consiliul Europei
Suprafață:

total:
69.700 km²

uscat:
69.700 km²

apă:
0 km²
Suprafața comparativă:
ușor mai mică decât Carolina de Sud (US) sau Benelux (EU)
Frontierele țării:

total:
1.461 km

Frontiere cu următoarele țări:
Rusia 723 km, Turcia 252 km, Azerbaijan 322 km, Armenia 164 km 
Frontiera maritimă:
310 km

Climat:
Cald și plăcut; Mediteranean, asemănător celui subtropical pe țărmul Mării Negre
Relief:
În mare parte muntos, cu munții Marii Caucaz în nord și munții Micii Caucaz în sud; Kolkhet'is Dablobi (Câmpia Kolkhida) se întinde spre Marea Neagră în vest; bazinul râului Mtkvari în est; Soluri fertile pe văile râurilor, în câmpiile inundabile și pe colinele din Câmpiile Kolkhida.
Altitudini extreme:

punctul cel mai de jos:
Marea Neagră 0 m

punctul cel mai înalt:
Mt'a Mq'invartsveri (Gora Kazbeg) 5.048 m
Resurse naturale:
păduri, energie hidro-electrică, zăcăminte de  mangan, fier, cupru, zăcăminte mici de cărbune și petrol; clima și solul de pe șărmul Mării Negre permit cultivarea ceaiului și citricelor.
Folosirea suprafeței:

teren arabil:
9%

culturi permanente:
4%

pășuni permanente:
25%

păduri:
34%

altele:
28% (1993 est.)
Terenuri irigate:
4.000 km² (estimare din 1993)
Pericole naturale:
cutremure
Mediul înconjurător - probleme curente:
poluarea aerului, în special în Rust'avi; poluare foarte mare a râului Mtkvari și a Mării Negre; aprovizionare necorespunzătoare cu apă potabilă; poluarea solului din cauza chimicalelor toxice.